# Luis Ayestarán Gabarain
Luis Ayestarán Gabaraín (San Sebastián 1888- San Sebastián 1954) fue un médico cirujano español fundador en 1933 del Instituto Radio Quirúrgico de Guipúzkoa también denominado Oncológico. Fue el tercer centro de estas características de todo el Estado tras los de Madrid y Barcelona.

## Biografía y trayectoria profesional
Nació en San Sebastián en 1888. Realizó la carrera de medicina en las Universidades de Zaragoza y Madrid obteniendo el premio extraordinario de la licenciatura. Amplió su formación en Viena, Bolonia, Ginebra y París.
En 1914 obtuvo plaza en el Hospital civil San Antonio Abad de San Sebastián donde ejerció la cirugía llegando a ser jefe de sala de cirugía y director del hospital en 1936 hasta su fallecimiento.
En 1921 fundó con otros médicos la Clínica privada Nuestra Señora de las Mercedes y también desarrolló su actividad profesional en el Hospital de la Cruz Roja y como médico en la plaza de toros de San Sebastián (El Chofre).
Junto con el Dr Benigno Oreja, vieron la necesidad de crear un hospital específico para pacientes oncológicos y con la colaboración de la Caja de Ahorros Provincial de Guipúzcoa y las Hijas de la Caridad fundó en 1933 el Instituto Radio Quirúrgico de Guipúzcoa del que fue director hasta su fallecimiento.
Estuvo implicado en la vida corporativa y cultural de la ciudad al ser Presidente del Colegio de Médicos (1924), Presidente del Ateneo donostiarra y vicepresidente del orfeón donostiarra.